# David Mateos
David Mateos Ramajo (Madrid, 22 de abril de 1987) es un futbolista español que desde febrero de 2025 juega en las filas del Dingnan United de la Primera Liga China.

## Biografía
Lleva en el club once años, cuando llegó procedente del Villarrosa, un equipo del madrileño barrio de Hortaleza con el que se enfrentó muchas veces al Real Madrid. Tras una serie de pruebas y entrenamientos, convenció a los técnicos de la fábrica blanca. La siguiente temporada ya era jugador oficial del Real Madrid, comenzando su andadura en el Infantil B.
David Mateos se caracteriza por su potencia. Con una planta de defensa central, cuando juega en el centro del campo se aprovecha de su calidad para hacer jugar al equipo. Recuerda a Fernando Hierro en muchos de sus movimientos. El canterano fue convocado con el primer equipo del Real Madrid en la temporada 2006/07 para jugar un partido de Copa del Rey ante el Écija. A finales de enero de 2010, Mateos fue llamado al primer equipo de Manuel Pellegrini, para un partido de la Liga contra el Deportivo de La Coruña. El 3 de abril del mismo año, él también estuvo en la lista final para el partido contra el Racing de Santander, pero no logró salir del banquillo a cada ocasión.
Durante la pretemporada 2010-11, el entrenador del primer equipo del Real Madrid, José Mourinho, dijo:
Es una pena que Mateos no pueda unirse a nosotros porque me gusta mucho. Se defiende bien y sabe cómo crear juego. El Madrid está en la necesidad de eso. Con las dificultades que tenemos es una lástima que no pueda jugar y que le gustaría ser parte del primer equipo.
Las declaraciones del entrenador hicieron que el Real Madrid para firmar al jugador un contrato profesional y, posteriormente, Mateos fue llamado para el primer partido de la temporada ante el RCD Mallorca. Después de la salida de Rafael van der Vaart y Royston Drenthe a Tottenham Hotspur y el Hércules CF, respectivamente, fue ascendido definitivamente al primer equipo, recibiendo el dorsal número 15. Ahora cuenta con la confianza de José Mourinho, y de su mano llega al primer equipo tras realizar un gran trabajo durante la pretemporada.
El 23 de noviembre de 2010 debuta con el primer equipo del Real Madrid y además, en Champions League sustituyendo en el minuto 81 a Lass en el encuentro Ajax 0-4 Real Madrid.
Debutó como titular en la derrota del Real Madrid por 2 goles a 0 y acabó con calambres tuvo que ser sustituido por Juanfran jugador del filial contra el Levante en Copa del Rey, aunque el conjunto blanco estaba clasificado para cuartos al ganar por 8 a nada en la ida en el Bernabéu.
El 31 de enero de 2011 se confirmó su cesión al AEK Atenas hasta final de temporada, debido a sus pocas oportunidades en el Real Madrid. Ese mismo año ganó la Copa de Grecia con el AEK.
El 11 de julio de 2011 firmó con el Real Zaragoza para recalar en la capital del Ebro cedido durante un año, guardándose una opción de compra el equipo maño.
Tras una temporada llena de lesiones y con pocos minutos en el equipo, volvió al Real Madrid Castilla para jugar en la Segunda División española en la temporada 2012-13.
En septiembre de 2013 se oficializó su traspaso al equipo con mayor historia de la liga húngara, el Ferencvárosi Torna Club, portando el dorsal 44.
En 2015 fichó como agente libre por el Orlando City de la Major League Soccer estadounidense, asignándole el dorsal 44.
En 2017 volvió a España para fichar por el Real Murcia.
El 1 de agosto de 2018 anunció en sus redes sociales su incorporación al Hapoel Hadera de la Ligat ha'Al de Israel. El 28 de junio de 2019, por el mismo canal, anunció su fichaje por el Hapoel Ra'anana AFC. En julio de 2020 se hizo oficial que jugaría para un tercer club de Israel tras firmar con el Hapoel Umm al-Fahm F. C.
Tras abandonar Israel a finales del año 2020, el 29 de enero de 2021 se hizo oficial su fichaje por Club The Strongest de Bolivia. Dejó el club al finalizar el año.
En abril de 2022 se marchó a China para jugar en el Guangxi Pingguo Haliao. Tras esta experiencia regresó a España y en agosto de 2024 fichó por el C. D. Móstoles U. R. J. C.

## Clubes
| Club                       | País           | Año       |
| -------------------------- | -------------- | --------- |
| Real Madrid C. F. "C"      | España         | 2006-2007 |
| Real Madrid Castilla C. F. | España         | 2007-2013 |
| AEK de Atenas (cedido)     | Grecia         | 2011      |
| Real Zaragoza (cedido)     | España         | 2011-2012 |
| Ferencváros T. C.          | Hungría        | 2013-2015 |
| Orlando City S. C.         | Estados Unidos | 2015-2017 |
| Real Murcia C. F.          | España         | 2017-2018 |
| Hapoel Hadera F. C.        | Israel         | 2018-2019 |
| Hapoel Ra'anana A. F. C.   | Israel         | 2019-2020 |
| Club The Strongest         | Bolivia        | 2021      |
| Guangxi Pingguo Haliao     | China          | 2022-2023 |
| C. D. Móstoles U. R. J. C. | España         | 2024-2025 |
| Dingnan United             | China          | 2025-     |

## Palmarés

### Títulos nacionales
| Título                     | Club                      | País    | Año  |
| -------------------------- | ------------------------- | ------- | ---- |
| Copa de Campeones Juvenil  | Real Madrid C. F. Juvenil | España  | 2006 |
| Copa de Grecia             | AEK Atenas                | Grecia  | 2011 |
| Copa del Rey               | Real Madrid C. F.         | España  | 2011 |
| Copa de Hungría            | Ferencvárosi T. C.        | Hungría | 2015 |
| Copa de la liga de Hungría | Ferencvárosi T. C.        | Hungría | 2015 |